# Havasi aranyeső
A havasi aranyeső vagy alpesi aranyeső (Laburnum alpinum) a hüvelyesek (Fabales) rendjén belül a pillangósvirágúak (Fabaceae) családjához tartozó aranyeső (Laburnum) nemzetség egyik faja.

## Elterjedése
Közép- és Dél-Európában őshonos az Alpok mentén a Jura hegységtől Csehországig, illetve a Déli-Alpokon keresztül a Balkán-félszigetig, de a Kárpátok ívén belül nem.
Magyarországon nem honos, de arborétumokban, botanikus kertekben előfordul.

## Alaki jellemzői
Kifejletten többnyire 1,5–6 méteresre megnövő cserje vagy kis fa, de egyes példányok – főleg a kultúrában élők – elérhetik akár a 10 méteres magasságot is. Felálló, terebélyes termetű. Kérge sötétszürke-zöldesbarna színű, eleinte sima, később kissé repedezetté válik. Ágai szürkészöldek, kopaszak. Levelei a hosszúhajtásokon váltakozó vagy szórt állásúak, a rövidhajtásokon csomókban állnak; 5–9 cm hosszú levélnyelük kopasz, vagy a nyéltől elálló szőrökkel borított. A levelek ujjasan összetettek, három levélkéből állnak. A levélkék nyél nélküliek (azaz ülők), 3–10 cm hosszúak, 1,5–4,5 cm szélesek, keskeny elliptikus vagy keskeny tojásdad alakúak, válluk ék alakban keskenyedő vagy lekerekített, szélük ép, csúcsuk kissé kihegyezett (néha szálkásan kihegyezett) vagy ritkán tompán végződő. A levélkék színoldalukon zöld-sötétzöld színűek, fényesek, simák (de fiatalon még 0,5–1 mm-es elálló szőrök fedik főleg a levélkék szélét), a fonákoldalukon világos- vagy szürkészöldek és szinte kopaszak, csak alig szőrösek (különösen a főér szokott szőrös lenni). Pálhái nincsenek. Virágai természetesen pillangósak, 1,5–2 cm hosszúak, halványzöld csészéjűek, aranysárga szirmúak, édeskés illatúak és 14–45 cm hosszú, karcsú, végálló, lecsüngő fürtvirágzatot alkotnak. A fürtön nincsenek levelek, a virágzatot alkotó 20–40 virág közül a fürt végén állók nyílnak ki a legkésőbb. A virágok csészéje elálló szőrökkel borított, 5–6 mm hosszú, harang alakú, kissé kétajkú: mindkét csészeajak röviden fogas. A szirmok közül a vitorla kopasz, hosszúsága és szélessége is 14–16 mm, kerek vagy visszás-tojásdad alakú, tompa vagy alig kicsípett végű. Termései kopasz, 3–7,5 cm hosszú, 0,6–1 cm széles, lapos, kissé tagolt, világosbarna-barna színű, lehulló hüvelytermések, amikben egyenként 2–6 db, fényes barna, lapított, vese alakú mag fejlődik; a hüvely felső része ellaposodik, keskeny szárnyat képez a termésen.

## Életmódja, élőhelye
Lombhullató növény. Május és július között virágzik, de ezt befolyásolja termőhelyének tengerszint feletti magassága is.
A dombvidékektől egészen a magashegységek 2000 méteres magasságáig megtalálható, de síkvidéken is előfordul és ritkán az alhavasi övbe is felhatol. A napos, sziklás helyeken, sziklalejtőkön és a ritkás erdőségekben, irtásokon él; ehhez kapcsolódóan a meleg, köves, kissé nedves talajokat kedveli.

## Összehasonlítás
A közönséges aranyesőhöz képest a havasi aranyeső virágai kisebbek, de hosszabb és karcsúbb fürtökbe csoportosulnak; levélkéi hegyesebb csúcsúak, a színükön sötétebbek; levelei, vesszői, hüvelye és magjai szinte teljesen kopaszak. Virágzása Magyarországon néhány nappal később követi a közönséges aranyesőét, az Alpokban azonban előfordul, hogy csak júniustól kezdi bontani szirmait.

## Felhasználása
Minden része mérgező.
Fája sárga színű, kemény, hangszereket készítettek belőle. Ugyancsak korábban a leveléből – feltehetően gondos előkészítést követően – dohánypótló készült.
Dísznövényként sokfelé ültetik.

## Képek
|  |  |  |  |  |  |